# Гілтон Мак-Рей
Гілтон Мак-Рей (англ. Hilton McRae; нар. 28 грудня 1949, Данді, Шотландія, Велика Британія) — шотландський актор театру, телебачення та кіно.

## Життєпис
Гілтон Мак-Рей народився 28 грудня 1949 року в місті Данді, Шотландія. Закінчив Единбурзький університет.

## Особисте життя
Одружений з шотландською акторкою Ліндсі Дункан, з якою познайомився у 1985 році. У подружжя є сина Кела Мак-Рея 1991 року народження.
Мешкає зі своєю сім'єю у північному Лондоні.

## Фільмографія
| Рік       |    | Українська назва                               | Оригінальна назва                                 | Роль                 |
| --------- | -- | ---------------------------------------------- | ------------------------------------------------- | -------------------- |
| 2019      | с  | Чорнобиль                                      | Chernobyl                                         | суддя Милан Кадников |
| 2017      | ф  | Темні часи                                     | Darkest Hour                                      | Артур Грінвуд        |
| 2017      | ф  | Відчуття закінчення                            | The Sense of an Ending                            | Алекс Стюард         |
| 2016      | ф  | Заперечення                                    | Denial                                            | суддя Джон Транк     |
| 2015      | ф  | Подалі від шаленої юрми                        | Far from the Madding Crowd                        | Якоб Смілбері        |
| 2015      | ф  | Макбет                                         | Macbeth                                           | Макдонвальд          |
| 2014      | ф  | Серена                                         | Serena                                            | лікар                |
| 2012      | с  | Молодий Морс                                   | Endeavour                                         | Великий Замбезі      |
| 2012      | с  | Плейгаус                                       | Playhouse Presents                                | містер Адамс         |
| 2011      | с  | Несправедливість                               | Injustice                                         | Адам Крісті          |
| 2009      | ф  | Червоний райдінг: 1983                         | Red Riding                                        | Клайв Мак-Г'юнс      |
| 2006—2015 | с  | Льюїс                                          | Lewis                                             | Мак Магвайр          |
| 2003      | с  | Мовчазний свідок                               | Silent Witness                                    | Колін Осборн         |
| 1999      | ф  | Менсфілд-парк                                  | Mansfield Park                                    | Містер Прайс         |
| 1995      | ф  | Голоси                                         | Voices                                            | Джеральд Даффі       |
| 1994      | тф | Шекспір: Великі комедії і трагедії             | Shakespeare: The Animated Tales                   | Гортензіо            |
| 1993      | ф  | Таїнство вознесіння                            | The Secret Rapture                                | Норман               |
| 1993      | тф | Зорро                                          | Zorro                                             | епізод               |
| 1990      | ф  | Король вітру                                   | King of the Wind                                  | кок                  |
| 1985      | тф | Макс Гедрум: на 20 хвилин у майбутнє           | Max Headroom: 20 Minutes into the Future          | Брюгель              |
| 1985      | с  | Другий екран                                   | Screen Two                                        | Чарлі Гендон         |
| 1984      | ф  | Грейстоук — легенда про Тарзана, володаря мавп | Greystoke: The Legend of Tarzan, Lord of the Apes | Віллі                |
| 1983      | ф  | Зоряні війни: Повернення джедая                | Star Wars Episode VI: Return of the Jedi          | Арвел Кринід         |
| 1981      | ф  | Жінка французького лейтенанта                  | The French Lieutenant's Woman                     | Сем                  |